# سون نا اون
سون نا اون (کره‌ای: 손나은؛ زادهٔ ۱۰ فوریه ۱۹۹۴) بازیگر و خواننده اهل کره جنوبی است که با نام نااون (کره‌ای: 나은) شناخته می‌شود. او پس از آغاز فعالیت با گروه دخترانه کره جنوبی ای‌پینک به محبوبیت رسید. به غیر از فعالیت‌های گروهی، سون در مجموعه‌های تلویزیونی از جمله پیشگوی بزرگ (۲۰۱۲)، دوباره بیست سالگی (۲۰۱۵)، سیندرلا و چهار شوالیه (۲۰۱۶)، زیباترین خداحافظی دنیا (۲۰۱۷)، دکتر روح (۲۰۲۲) و آژانس (۲۰۲۳) ایفای نقش کرده است.
در آوریل ۲۰۲۱، سون آی‌اس‌تی انترتینمنت را ترک کرد و تا ۸ آوریل ۲۰۲۲ عضو گروه باقی ماند و سپس از گروه جدا شد. پس از ترک آی‌اس‌تی، او به وای‌جی انترتینمنت به عنوان بازیگر پیوست.

## زندگی
نا اون متولد ۱۰ فوریه ۱۹۹۴ است و یک خواهر کوچکتر به نام سون سه اون دارد. در سال ۲۰۱۱ او به عنوان اولین عضو گروه ای پینک برگزیده شد. او در دبیرستان Chungdam تحصیل کرد و سپس به هنرستان هنرهای نمایشی سئول منتقل شد. در سال ۲۰۱۳ در دانشگاه دنگگوک پذیرفته شد و در سال ۲۰۱۴ به همراه یونا از گرلز جنریشن و پارک ها سان به عنوان نماینده این دانشگاه انتخاب شد. نا اون در سال ۲۰۱۰ در موزیک ویدئوهای "Breath" و "Beautiful" و "I Like You The Best" از گروه بیست و در سال ۲۰۱۲ در موزیک ویدیوهای "The Person Who Once Loved Me" و "It Hurts" از Huh Gak و در سال ۲۰۱۳ در موزیک ویدیوهای "Sad Promise" و "It's Over" از Speed حضور داشته است. او همچنین برای محصولات آرایشی و برندهای ورزشی به عنوان مدل فعالیت می‌کند.
نا اون در سریال دوباره بیست سالگی (Twenty Again) به عنوان یک دختر دبیرستانی ایفای نقش کرد و بین سال‌های ۲۰۱۳ و ۲۰۱۴ هم به همراه ته مین از گروه شاینی در برنامه ما ازدواج کردیم (We Got Married) حضور داشت.
در ۲۸ ژوئیه ۲۰۱۶ نا اون در سریال "سیندرلا و چهارشوالیه" به همراه آن جه هیون، لی جونگ شین و پارک سو دام ایفای نقش کرد و یون بومی عضو دیگر ای پینک هم برای حمایت از هم گروهی اش آهنگ "Without You" را برای این سریال منتشر کرد.